# Federación de Partidos Verdes de las Américas
La Federación de Partidos Verdes de América es una organización internacional que agrupa a los partidos verdes del continente americano y es la rama americana de la Global Verde que, al igual que las ramas europea, africana y asiática, elige tres delegados al comité ejecutivo de la Global. Fue fundada el 2 de diciembre de 1997 en la Ciudad de México

## Miembros
- Argentina: Partido Verde de Argentina
- Bolivia: Partido Verde de Bolivia - Instrumento de la Ecología Política
- Brasil: Partido Verde del Brasil
- Canadá: Partido Verde de Canadá
- Chile: Partido Ecologista Verde de Chile
- Colombia: Alianza Verde y Partido Verde Oxígeno
- Costa Rica: Partido Verde

- Guyana: Partido Verde de Guyana
- México: Partido Verde Ecologista de México
- Nicaragua: Partido Verde de Nicaragua
- Perú: Partido Demócrata Verde del Perú
- República Dominicana: Partido Socialista Verde de la República Dominicana
- Venezuela: Movimiento Ecológico de Venezuela